# Eucalyptus yumbarrana
Eucalyptus yumbarrana är en myrtenväxtart som beskrevs av Boomsma. Eucalyptus yumbarrana ingår i släktet Eucalyptus och familjen myrtenväxter. Inga underarter finns listade i Catalogue of Life.